# Gailtal Straße
De Gailtal Straße B111, in Tirol Gailtalstraße, is een Bundesstraße in Oostenrijkse deelstaten Karinthië en Tirol. De B111 verbindt Arnoldstein in Karinthië via Hermagor met Tassenbach in Tirol. De weg is 108 km lang.

## Routebeschrijving

### Karinthië
De B111 begint in Arnoldstein op een kruising met de B83. De weg loopt in noordwestelijke richting door Feistritz an der Gail, Sankt Stefan im Gailtal en Hermagor. De weg loopt verder door Kirchbach, Dellach im Gailtal en Kötschach-Mauthen waar een samenloop is met de B110, Lesachtal en bereikt bij Tiefenbach de deelstaatsgrens met Tirol.
In Karinthië is vlak bij Arnoldstein een aansluiting op de A2 en ten zuidwesten van Hermagor een aansluiting op de B87. Ten noordoosten van Tröpolach is een aansluiting op de B90. 

### Tirol
In Tirol loopt de weg van de deelstaatgrens via Untertilliach en Obertilliach naar Tassenbach op een kruising met de B100.

## Geschiedenis
De Gailthaler Reichsstraße verbond Arnoldstein via Kötschach met Oberdrauburg. Vanwege de grote strategische betekenis werd de Gailbergstraße tussen 1893–1898 op kosten van het Oostenrijks-Hongaarse keizerrijk omgebouwd tot een Reichsstraße. Het gedeelte ten westen van Kötschach, de Lessachtaler Concurrenzstraße (door het Lesachtal), werd vanaf 1895 ook met financiële steun van de staat tot een berijdbare weg omgebouwd. 
Gedurende de Eerste Wereldoorlog werden de Karnische Alpen strijdtoneel in de Bergoorlog van 1915–1918. 
De Gailtaler Straße tussen Arnoldstein, Kötschach en Oberdrauburg werd vanaf 1921 als Bundesstraße aangeduid. Tot 1938 werd de Gailtaler Straße als B64 aangeduid. Na de Anschluss werd deze we door de omschakeling naar het Duitse systeem op 1 april 1940 in een Landstraße I. Ordnung veranderd en als L.I.O.4 aangeduid. Sinds 1 april 1948 behoort die Gailtal Straße tot Kötschach weer tot het netwerk van Bundesstraßen in Oostenrijk.
Het westelijke gedeelte van Gailtal Straße tussen Kötschach en Tirol behoort sinds 1 januari 1950 tot de lijst met Bundesstraßen in Oostenrijk.
B1 · 
B2 · 
B3 · 
B4 · 
B5 · 
B6 · 
B7 · 
B8 · 
B9 · 
B10 · 
B11 · 
B12 · 
B13 · 
B14 · 
B15 · 
B16 · 
B17 · 
B18 · 
B19 · 
B20 ·  
B21 · 
B22 · 
B23 · 
B24 · 
B25 · 
B26 · 
B27 · 
B28 · 
B29 · 
B30 · 
B31 · 
B32 · 
B33 · 
B34 · 
B35 · 
B36 · 
B37 · 
B38 · 
B39 · 
B40 · 
B41 · 
B42 · 
B43 · 
B44 · 
B45 · 
B46 · 
B47 · 
B48 · 
B49 · 
B50 · 
B51 · 
B52 · 
B53 · 
B54 · 
B55 · 
B56 · 
B57 · 
B58 · 
B59 · 
B60 · 
B61 · 
B62 · 
B63 · 
B64 · 
B65 · 
B66 · 
B67 · 
B68 · 
B69 · 
B70 · 
B71 · 
B72 · 
B73 · 
B74 · 
B75 · 
B76 · 
B77 · 
B78 · 
B79 · 
B80 · 
B81 · 
B82 · 
B83 · 
B84 · 
B85 · 
B86 · 
B87 · 
B88 · 
B89 · 
B90 · 
B91 · 
B92 · 
B93 · 
B94 · 
B95 · 
B96 · 
B97 · 
B98 · 
B99 · 
B100 · 
B105 · 
B106 · 
B107 · 
B108 · 
B109 · 
B110 · 
B111 · 
B113 · 
B114 · 
B115 · 
B116 · 
B117 · 
B119 · 
B120 · 
B121 · 
B122 · 
B123 · 
B124 · 
B125 · 
B126 · 
B127 · 
B129 · 
B130 · 
B131 · 
B132 · 
B133 · 
B134 · 
B135 · 
B136 · 
B137 · 
B138 · 
B139 · 
B140 · 
B141 · 
B142 · 
B143 · 
B144 · 
B145 · 
B146 · 
B147 · 
B148 · 
B149 · 
B150 · 
B151 · 
B152 · 
B153 · 
B154 · 
B155 · 
B156 · 
B158 · 
B159 · 
B160 · 
B161 · 
B162 · 
B163 · 
B164 · 
B165 · 
B166 · 
B167 · 
B168 · 
B169 · 
B170 · 
B171 · 
B172 · 
B173 · 
B174 · 
B175 · 
B176 · 
B177 · 
B178 · 
B179 · 
B180 · 
B181 · 
B182 · 
B183 · 
B184 · 
B185 · 
B186 · 
B187 · 
B188 · 
B189 · 
B190 · 
B191 · 
B192 · 
B193 · 
B197 · 
B198 · 
B199 · 
B200 · 
B201 · 
B202 · 
B203 · 
B204 · 
B205 · 
B209 · 
B210 · 
B211 · 
B212 · 
B213 · 
B214 · 
B215 · 
B216 · 
B217 · 
B218 · 
B219 · 
B220 · 
B221 · 
B222 · 
B223 · 
B224 · 
B225 · 
B226 · 
B227 · 
B228 · 
B229 · 
B230 · 
B303 · 
B305 · 
B309 · 
B310 · 
B311 · 
B316 · 
B317 · 
B319 · 
B320